# James Evershed Agate
James Evershed Agate (ur. 9 września 1877,  zm. 6 czerwca 1947) – brytyjski powieściopisarz, dziennikarz i krytyk teatralny w dwudziestoleciu międzywojennym. Rozpoczął dziennikarstwo w późnych latach dwudziestych w The Manchester Guardian (1907-14), stał się krytykiem teatralnym dla The Saturday Review (1921-23) i The Sunday Times (1923-47). Recenzował także spektakle dla BBC (1925-32). Jego dziewięć tomów pamiętników i listów obejmuje brytyjski, współczesny mu teatr i jego nieteatralne zainteresowania, w tym sport, plotki społeczne i prywatne troski o zdrowie oraz jego niestabilne finanse. Tworzył także krytykę literacką do londyńskich gazet, opublikował trzy powieści, przetłumaczył sztukę krótko wystawianą w Londynie i regularnie publikował zbiory swoich esejów i recenzji teatralnych.

## Późne życie
Podczas II wojny światowej zdrowie Agata zaczęło szwankować. Zaczął cierpieć z powodu problemów z sercem. Zmarł nagle w swoim domu w Holborn w Londynie, w wieku 69 lat, krótko po ukończeniu dziewiątego tomu swoich dzienników.

## Twórczość
| - L. of C. [Lines of Communication]. Constable, 1917 - Buzz, Buzz! Essays of the Theatre. Collins, 1918 - Responsibility. Grant Richards, 1919/Hutchinson, 1943 - Alarums and Excursions. Grant Richards, 1922 - At Half Past Eight. Jonathan Cape, 1923 - Fantasies and Impromptus. Collins, 1923 - On An English Screen. John Lane The Bodley Head, 1924 - White Horse and Red Lion. Collins, 1924 - Blessed Are The Rich. Leonard Parsons, 1924/Hutchinson, 1944 - Agate's Folly. Chapman and Hall, 1925 - The Common Touch. Chapman and Hall, 1926 - Essays of Today and Yesterday. Harrap, 1926 - A Short View of The English Stage, 1900–1926. Herbert Jenkins, 1926 - Playgoing. Jarrolds, 1927 - Rachel. Gerald Howe,London; Viking Press, NY 1928 - Gemel in London. Chapman and Hall, 1928/Hutchinson, 1945 - Their Hour Upon The Stage. Mandarin Press, Cambridge, 1930 - The English Dramatic Critics, 1660–1932. Arthur Barker, 1932 - My Theatre Talks. Arthur Barker, 1933 - First Nights. Ivor Nicholson and Watson, 1934 | - Kingdoms For Horses. Gollancz, 1936 - More First Nights. Gollancz, 1937 - Bad Manners. John Mills, 1938 - The Amazing Theatre. Harrap, 1939 - Speak For England. Hutchinson, 1939 - Express and Admirable. Hutchinson, 1941 - Thursdays and Fridays. Hutchinson, 1941 - Here's Richness! An Anthology of and by James Agate. Foreword by Sir Osbert Sitwell. Harrap, 1942 - Brief Chronicles. Jonathan Cape, 1943 - These Were Actors. Extracts from a Newspaper Cutting Book, 1811–1833. Hutchinson, 1943 - Red Letter Nights. Jonathan Cape, 1944 - Noblesse Oblige. Home and Van Thal, 1944 - Immoment Toys: A Survey of Light Entertainment on the London Stage, 1920–1943. Jonathan Cape, 1945 - Around Cinemas. Home and Van Thal, 1946 - Thus To Revisit. Home and Van Thal, 1947 - Oscar Wilde and The Theatre. Curtain Press, 1947 - Those Were The Nights. Hutchinson, 1947 - Around Cinemas, Second Series. Home and Van Thal, 1948 - Words I Have Lived With. A Personal Choice. Hutchinson, 1949 - A Shorter Ego. Volume Three. Harrap, 1949 |